# Ectinosoma acutorostratum
Ectinosoma acutorostratum is een eenoogkreeftjessoort uit de familie van de Ectinosomatidae. De wetenschappelijke naam van de soort is voor het eerst geldig gepubliceerd in 1962 door Vervoort.